# Triumfetta pustulata
Triumfetta pustulata är en malvaväxtart som beskrevs av D.A. Halford. Triumfetta pustulata ingår i släktet triumfettor, och familjen malvaväxter. Inga underarter finns listade i Catalogue of Life.